# Agriotypus himalensis
Agriotypus himalensis là một loài tò vò trong họ Ichneumonidae.